# Fortalesa de Gonio

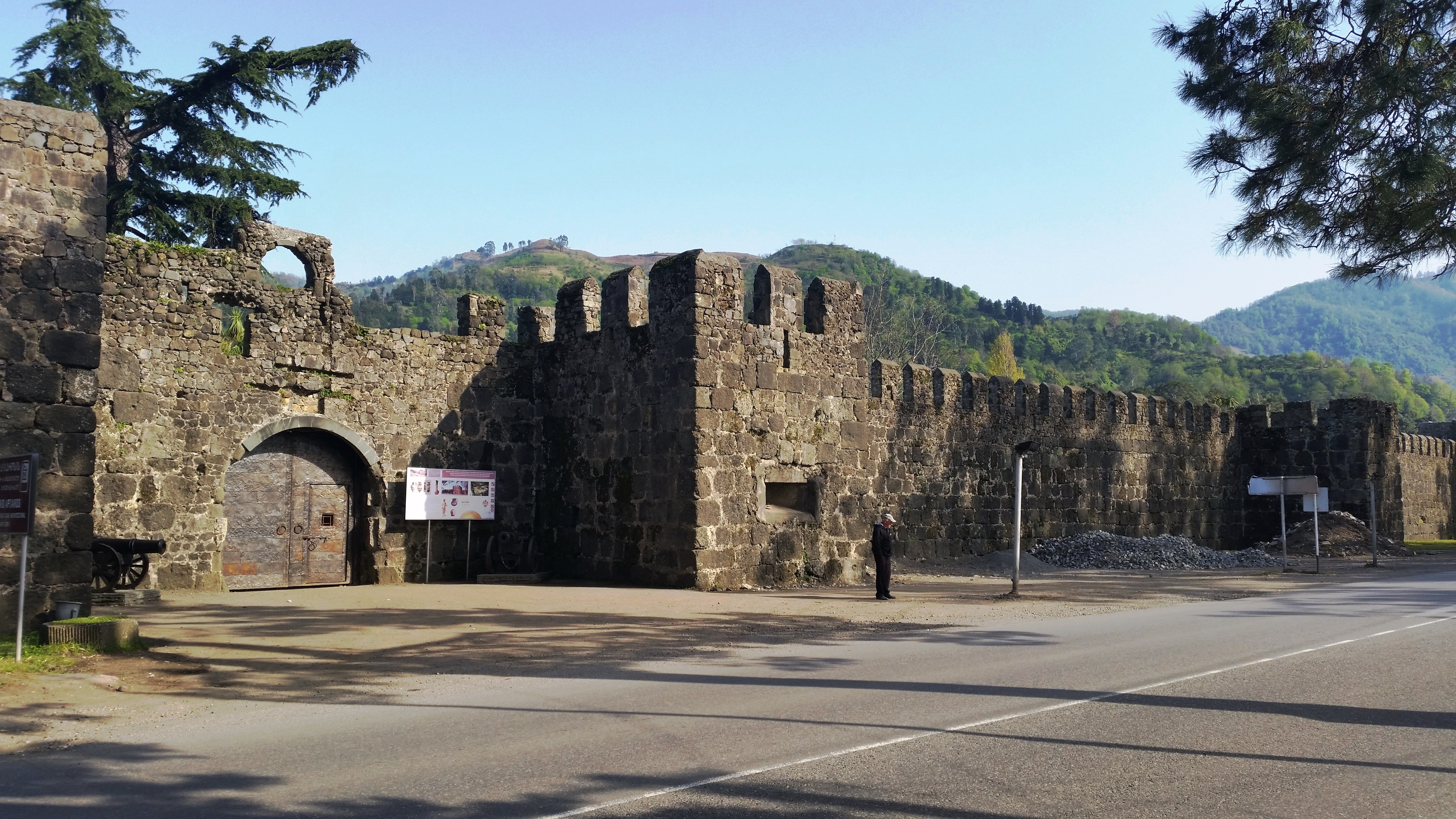
La porta de la fortalesa de Gonio

La fortalesa de Gonio (en georgià: გონიოს ციხე), anteriorment anomenada Apsarus o Apsaros (en grec antic, Ἄψαρος) i Apsyrtus o Apsyrtos (Ἄψυρτος), és una fortificació romana d'Adjària, Geòrgia, a la mar Negra, a 15 km al sud de Batum, a la desembocadura del riu Çoruh. El poble es troba a 4 km al nord de la frontera turca. El seu antic nom estava relacionat amb el mite de Medea i el seu germà Apsirt.

## Història
La referència més antiga a la fortalesa és de Plini el Vell en Naturalis Historia, (segle i). També existeix una referència d'Apià a l'antic nom de l'indret en les guerres mitridàtiques (segle II). Durant el segle ii, va ser una ciutat romana ben fortificada dins de la Còlquida. La ciutat també va ser coneguda pel seu teatre i l'hipòdrom. Procopi, escriptor del segle vi, parlava de les restes dels edificis públics com a prova que alguna vegada va ser un lloc d'una certa importància.
Posteriorment va quedar sota la influència romana d'Orient. El nom Gonio ho certifica per primera vegada Michael Panaretos al segle xiv. A més a més, va existir una fàbrica de comerç genovès de curta durada a l'indret. Al 1547, els otomans es van apoderar de Gonio, i s'hi mantingueren fins al 1878, quan, pel tractat de San Stefano, Adjària es va convertir en part de l'Imperi rus. A la tardor de 1647, segons Evliya Çelebi, Gonio va ser capturada per una armada de zaporoges de 70 vaixells (chaikas), però va ser recuperada ràpidament per Ghazi Sidi Ahmed, governant del Tortum sanjak, amb una força de 1.000 turcs i 3.000 mingrelians.

### Tomba de sant Maties i excavacions
Es creu que la tomba de sant Maties, un dels dotze apòstols, està dins de la fortalesa de Gonio. Tanmateix, això no es pot verificar, ja que el govern de Geòrgia prohibeix excavar a prop de la suposada tomba. Altres excavacions arqueològiques es porten a terme als terrenys de la fortalesa, centrant-se en les capes romanes. Les excavacions arqueològiques del 2015 van revelar restes de casernes romanes, vaixelles, monedes, així com restes de banys de la segona meitat del segle i, que contenien dipòsits d'aigua de l'època, cementiris i mosaics en una gran àrea. El mosaic està fet principalment de pedres rosades i fosques alternes. Es presenten diverses decoracions geomètriques, principalment d'escacats i rombes. Les restes de la monumental església que data del segle VI es troben a Akhalsofeli. Les seves dimensions són —longitud: 24 i amplada: fins a 18 metres— i està ben conservada.